# Bolbitis prolifera
Bolbitis prolifera är en träjonväxtart som först beskrevs av Jean Baptiste Bory de Saint-Vincent, och fick sitt nu gällande namn av Carl Frederik Albert Christensen, Amp; Tardieu, Marie Laure Tardieu och C. Chr. Bolbitis prolifera ingår i släktet Bolbitis och familjen Dryopteridaceae. Inga underarter finns listade.